# رقابت‌های لون-تیبو-کرسپن

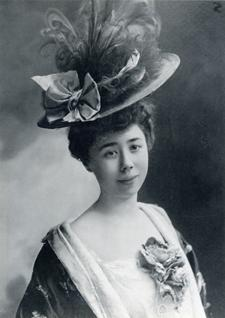
رقابت‌های لون-تیبو-کرسپن

رقابت‌های لون-تیبو-کرسپن (فرانسوی: Concours Long-Thibaud-Crespin‎) نام یک مسابقهٔ بین‌المللی موسیقی کلاسیک برای خوانندگان و نوازندگان پیانو و ویولن است که از سال ۱۹۴۳ میلادی در شهر پاریس برگزار می‌شود.
این رقابت‌ها به ابتکارِ «مارگاریت لون» و «ژاک تیبو» بنیان نهاده شد که به‌ترتیب در سال‌های ۱۹۵۳ و ۱۹۶۶ میلادی درگذشتند. در آغاز، این رقابت‌ها مختص نوازندگان پیانو و ویولن و نامش «رقابت‌های مارگارت لون-ژاک تیبو» بود. از سال ۲۰۱۱ میلادی و به‌منظورِ بزرگداشتِ سوپرانوی شهیر فرانسوی «رژین کرسپن» (۲۰۰۷–۱۹۲۷)، یک بخش «آواز» هم به این مسابقات افزوده شد و نامش به «رقابت‌های لون-تیبو-کرسپن» تغییر کرد. هم‌اکنون این مسابقات هر سه‌سال یکبار برگزار می‌شود.
«یهودی منوهین» از سال ۱۹۹۳ تا زمان مرگش در ۱۹۹۹ میلادی، رئیس داوران بخشِ ویولن‌نوازی بود. در حال حاضر، رئیس داوران این بخش «سالواتوره آکاردو» است. «آلدو چیکولینی» نیز در سال ۲۰۰۷ میلادی، رئیس بخشِ پیانونوازی آن بود.
برخی از برندگان این رقابت‌ها عبارتند از ولادیمیر اسپیواکف، کریستیان فرا، کریشتف باراتی، توماش واشاری و بریژیت انگرر